# Penicillium spinulosum
Penicillium spinulosum är en svampart som beskrevs av Thom 1910. Penicillium spinulosum ingår i släktet Penicillium och familjen Trichocomaceae.   Inga underarter finns listade i Catalogue of Life.